# Durango (delstat)
Durango är en av Mexikos delstater och är belägen i de centrala delarna av landet. Den hade år 2010 cirka 1,6 miljoner invånare, och är med sina 13 invånare per km² en av de glesast befolkade delstaterna i Mexiko. Administrativ huvudort är Victoria de Durango, och en annan stor stad är Gómez Palacio. Delstaten är indelad i totalt 39 kommuner.